# John Schepers
John Schepers (Stein, 5 december 1944 – 20 april 1995) was een Nederlands wielrenner. In 1968 en 1969 reed hij voor de wielerploeg Caballero. In 1968 won hij de Druivenkoers Overijse.
Een jaar voordat hij prof werd, nam hij in 1967 met de Nederlandse amateurploeg deel aan de Ronde van de Toekomst (Tour de l'Avenir). Hij werd zeventiende in het eindklassement.
John Schepers is de jongere broer van voormalig wielrenner Wim Schepers.

## Palmares
1966
1e etappe Ronde van Brabant
1968
Druivenkoers Overijse